# Dalören
Dalören ist ein Dorf (Köy) im Landkreis Hozat der türkischen Provinz Tunceli. Im Jahr 2011 hatte der Ort Dalören 50 Einwohner.
Der ursprüngliche Name der Ortschaft lautet Pakire. Der Name auf Zazaki lautet Pakıra.